# Antidepressivum
Et antidepressivum (flertal antidepressiva) er et lægemiddel til behandling af depression. Antidepressiva bruges også til behandling af andre lidelser, herunder angst, obsessiv-kompulsiv tilstand (OCD), spiseforstyrrelser, kroniske smerter, neuropatiske smerter, dysmenoré, ADHD, migræne, søvnforstyrrelser og stofmisbrug.
Sundhedsstyrelsen skrev i en rapport udgivet i 2007, at formålet med behandlingen i den akutte sygdomsfase er at "opnå fuldstændig symptomfrihed (remission) og genoprette det sociale funktionsniveau."
Depression er hyppig, idet op mod 17-18 % af befolkningen i løbet af livet rammes af depression. Der er en udtalt suicidalrisiko. Hos ældre kan symptomerne skjules under somatiske klager, og tilstanden kan forveksles med demens.
Der er generelt konsensus om den biopsykosociale model, hvor også depression, ses som forårsaget af en kombination af flere faktorer – herunder biologiske, psykologiske og sociale faktorer.
En mulig forklaring på sygdomsmekanismen ved depression er den såkaldte monoaminhypotese. Ifølge denne hypotese er der en sammenhæng mellem stemningslejet og funktionen af monoamin signalstoffer, som noradrenalin og serotonin i det centrale nervesystem. Denne hypotese har bidraget til udviklingen af antidepressiva, som kan have en effekt på moderat og svær depression. Alle antidepressiva øger koncentrationen af disse aminer i synapsespalten.[kilde mangler]

## Ordinering
Praktiserende læger kan generelt kun ordinere nyere antidepressive lægemidler til behandling af moderat depression hos voksne over 25 år, hvorimod de tidligere generationer af antidepressiva som udgangspunkt bliver ordineret af psykiatere. Start af behandling med antidepressive lægemidler kan kun ske efter personlig konsultation mellem læge og patient. Der er andre retningslinjer for behandling af børn og unge, under 18 år, der har psykiske lidelser. Det er en børne- og ungdomspsykiatrisk speciallægeopgave at vurdere, om et barn eller en ung under 18 år har behov for medicinsk behandling af en psykisk lidelse.

## Historie
Før 1950'erne var opioider og amfetaminer almindeligt brugt som antidepressiva. Brugen af disse stoffer blev dog senere begrænset på grund af deres bivirkninger og afhængighedsskabende karakter. Ekstrakter fra planten perikon (Hypericum perforatum) har også været brugt til at lindre depression.
I 1952 blev stoffet iproniazid undersøgt som et muligt lægemiddel mod tuberkulose. Man fandt imidlertid ud af, at iproniazid havde psykoaktive egenskaber. Man observerede, at selv døende patienter blev optimistiske, mere glade og fysisk aktive. Kort tid derefter fandt man ud af, at virkningen skyldtes en nedsat nedbrydelse af monoamin-signalstoffer som noradrenalin, serotonin og dopamin. Denne nedsatte nedbrydelse skyldtes en hæmning af enzymet monoaminoxidase (MAO), og denne gruppe af stoffer blev derfor kaldt MAO-hæmmere. På trods af denne opdagelse blev disse stoffer ikke anvendt klinisk mod depression før et årti senere.
I 1950'erne blev der systematisk fremstillet mange kemisk modificerede derivater af det antipsykotiske lægemiddel chlorpromazin. Et af disse var stoffet imipramin, der viste sig at have en god virkning på depression. Imipramin blev det første tricykliske antidepressivum, da det blev introduceret mod depression i 1959.

### Nyere antidepressiva
Selvom introduktionen af MAO-hæmmere og tricykliske antidepressiva var et stort fremskridt i behandlingen af depression, var deres brug hæmmet af de mange bivirkninger som fx sedation, samt alvorlige interaktioner  med andre lægemidler og fødevarer.
Da virkningsmekanismerne bag de ældre antidepressiva blev klarlagt, gik forskere i gang med at designe stoffer, der mere specifikt kunne påvirke signalstofferne i hjernen. Dette førte til udviklingen af zimelidin, som i 1982 bleb lanceret af den svenske lægemiddelvirksomhed Astra AB (nu AstraZeneca). 
Zimelidin var det første i gruppen af stoffer, der selektivt hæmmer genoptagelsen af signalstoffet serotonin ind i den præsynaptiske nervecelle og blev derfor kaldt selektive serotoningenoptagshæmmere (SSRI). Zimelidin blev senere taget af markedet på grund af alvorlige bivirkningner.
I 1983 kom et nyt antidepressivum af SSRI-typen på markedet: Fluvoxamin (Luvox®) udviklet af Solvay Pharmaceuticals. I 1987 kom det nok mest berømte SSRI-lægemiddel, fluoxetin udviklet af Eli Lilly og solgt som Prozac® i USA og Fontex® i Danmark. Disse stoffer havde så få bivirkninger sammenlignet med tidligere lægemidler, at antidepressiva, som før kun blev ordineret af psykiatere, nu i stigende grad blev udskrevet af praktiserende læger. Andre lægemiddelvirksomheder fulgte trop med deres egne SSRI'er. Lundbeck kom med citalopram (Cipramil®) i 1989, Pfizer med sertralin (Zoloft®) i 1990 og GlaxoSmithKline med paroxetin (Paxil®) i 1991.

## Gruppeinddeling
Antidepressiva inddeles i følgende grupper:

### Neurotransmittergenoptagshæmmere
Disse grupper hæmmer genoptagelsen af neurotransmittere fra synapsespalten og ind i den præsynaptiske nervecelle.

#### Tricykliske antidepressiva (TCA)
Tricykliske antidepressiva (TCA) er ældre stoffer der primært virker ved at hæmme både genoptagelsen af serotonin og noradrenalin. Mange TCA hæmmer samtidig serotonerge, kolinerge, histaminerge og α1-adrenerge receptorer. TCA har relativt mange bivirkninger og er derfor i vidt omfang blevet erstattet af nyere stoffer.
Stoffer i denne gruppe omfatter amitriptylin, clomipramin, dosulepin, doxepin, imipramin, maprotilin og nortriptylin.

#### Selektive serotoningenoptagshæmmere (SSRI)
Selektive serotoningenoptagshæmmere (SSRI) hæmmer genoptagelsen af serotonin i den præsynaptiske nervecelle og øger dermed mængden af serotonin i synapsespalten. Disse stoffer er i dag de mest anvendte antidepressiva i de fleste lande.
Stoffer i denne gruppe er citalopram, escitalopram, fluoxetin, fluvoxamin, paroxetin og sertralin.

#### Noradrenalingentoptagshæmmere (NARI)
Noradrenalingentoptagshæmmere (NARI) hæmmer genoptagelsen af noradrenalin i synapsespalten.
Stoffer i denne gruppe inkluderer atomoxetin og reboxetin. Atomoxetin anvendes kun til behandling af ADHD.

#### Serotonin- og noradrenalingenoptagshæmmere (SNRI)
Serotonin- og noradrenalingenoptagshæmmere (SNRI) hæmmer genoptagelsen af både serotonin og noradrenalin.
Stoffer i denne grupper er duloxetin og venlafaxin.

### Monoaminoxidase-hæmmere (MAO-hæmmere)
Monoaminoxidase-hæmmere (MAO-hæmmere) er blandt de ældste antidepressiva og virker ved at hæmme enzymer kaldt monoaminoxidaser (MAO). Disse enzymer nedbryder aminer, og der findes to typer: Type A og B. Type A nedbryder primært noradrenalin og serotonin, og hæmning af denne type er derfor det ønskede mål i antidepressiv behandling.
Stoffer i denne gruppe omfatter isocarboxazid og moclobemid. Isocarboxazid er en non-selektiv MAO-hæmmer og hæmmer derved begge typer af enzymet. Moclobemid er en selektiv MAO-A hæmmer.

### Noradrenalinerge og specifikke serotonerge antidepressiva (NaSSA)
Disse stoffer hæmmer de præsynaptiske α2-adrenerge receptorer, hvilket medfører, at både noradrenalin- og serotonin-aktiviteten øges postsynaptisk.
Stoffer i denne grupper er mirtazapin og mianserin.

### Melatoninagonister
Melatoninagonister er en ny gruppe antidepressiva. Kun et stof i denne gruppe er i klinisk brug, nemlig agomelatin. Agomelatin virker ved at stimulere melatoninreceptorer, samt hæmme serotoninreceptorer af typen 5-HT2C.